# Гайон (кантон)
Гайон (фр. Gaillon) — кантон во Франции, находится в регионе Нормандия, департамент Эр. Входит в состав округа Лез-Андели.

## История
До 2015 года в состав кантона входили коммуны Гайон и Обвуа.
В результате реформы 2015 года   состав кантона был изменен. В его состав вошел кантон Гайон-Кампань.
1 января 2016 были образованы две новые коммуны: коммуны  Обвуа, Сент-Барб-сюр-Гайон и Вьё-Вилле объединились в новую коммуну Ле-Валь-д'Азе, а коммуны Ле-Круа-Сен-Лефруа, Фонтен-Эдбур и Экарданвиль-сюр-Эр ― в новую коммуну Клеф-Валле-д'Эр.
1 января 2017 года коммуны Берньер-сюр-Сен, Венабль и Тони объединились в новую коммуну коммуну Ле-Труа-Лак.

## Состав кантона с 22 марта 2015 года
В состав кантона входят коммуны (население по данным Национального института статистики за 2018 г.):
- Айи (1 164 чел.)
- Виллер-сюр-ле-Руль (862 чел.)
- Гайон (6 892 чел.)
- Кайи-сюр-Эр (216 чел.)
- Клеф-Валле-д'Эр (2 517 чел.)
- Курсель-сюр-Сен (2 068 чел.)
- Ле-Валь-д'Азе (5 451 чел.)
- Ле-Труа-Лак (1 780 чел.)
- Отёй-Отуйе (958 чел.)
- Сен-Жюльен-де-ла-Льег (417 чел.)
- Сен-Пьер-де-Байёль (960 чел.)
- Сен-Пьер-ла-Гарен (910 чел.)
- Сент-Обен-сюр-Гайон (2 048 чел.)
- Сент-Этьен-су-Байёль (384 чел.)
- Фонтен-Беланжер (1 151 чел.)
- Шампенар (276 чел.)
- Эдревиль-сюр-Эр (1 062 чел.)

## Политика
На президентских выборах 2022 г. жители кантона отдали в 1-м туре Марин Ле Пен 33,7 % голосов против 24,6 % у Эмманюэля Макрона и 18,3 % у Жана-Люка Меланшона; во 2-м туре в кантоне победила Ле Пен, получившая 52,4 % голосов. (2017 год. 1 тур: Марин Ле Пен – 31,2 %, Эмманюэль Макрон – 20,2 %, Жан-Люк Меланшон – 16,9 %, Франсуа Фийон – 16,8 %; 2 тур: Макрон – 53,1 %. 2012 год. 1 тур: Николя Саркози — 26,7 %, Марин Ле Пен — 25,3 %, Франсуа Олланд — 23,8 %; 2 тур: Саркози — 54,1 %. 2007 год. 1 тур: Саркози — 31,9 %, Сеголен Руаяль — 20,6 %; 2 тур: Саркози — 59,8 %).
С 2021 года кантон в Совете департамента Эр представляют мэр коммуны Сен-Пьер-ла-Гарен Лилиан Буржуа (Liliane Bourgeois) (Разные правые) и мэр коммуны Клеф-Валле-д'Эр Кристоф Шамбон (Christophe Chambon) (Разные центристы).
|                | Кандидаты                      | Партия                   | Первый тур | Первый тур     | Второй тур | Второй тур |
| Кол-во голосов | Кандидаты                      | Партия                   | % голосов  | Кол-во голосов | % голосов  |            |
| -------------- | ------------------------------ | ------------------------ | ---------- | -------------- | ---------- | ---------- |
|                | Лилиан Буржуа Кристоф Шамбон   | Разные                   | 2 093      | 33,28          | 3 722      | 60,56      |
|                | Анн Видо Венсан Колло          | Национальное объединение | 2 142      | 34,06          | 2 424      | 39,44      |
|                | Сандрин Кальварьо Тома Роллан  | Разные левые             | 1 326      | 21,08          |            |            |
|                | Дельфин Дья Бернар Ле Дилаврек | Разные левые             | 728        | 11,58          |            |            |

|                | Кандидаты                   | Партия             | Первый тур | Первый тур     | Второй тур | Второй тур |
| Кол-во голосов | Кандидаты                   | Партия             | % голосов  | Кол-во голосов | % голосов  |            |
| -------------- | --------------------------- | ------------------ | ---------- | -------------- | ---------- | ---------- |
|                | Катрин Мёльян Жан-Люк Решер | Левый блок         | 3 165      | 31,61          | 5 518      | 55,19      |
|                | Эрик Акерман Анн Видо       | Национальный фронт | 3 705      | 37,00          | 4 481      | 44,81      |
|                | Николь Друйе Доминик Симон  | Правый блок        | 2 408      | 24,05          |            |            |
|                | Эдвига Ганзольф Эрик Рюис   | Левый фронт        | 405        | 4,04           |            |            |
|                | Филипп Аше Катрин Жафрену   | Прочие             | 331        | 3,31           |            |            |

|  | Кандидат      | Партия             | % голосов |
|  | ------------- | ------------------ | --------- |
|  | Жан-Люк Решер | Разные левые       | 69,98     |
|  | Давид Виттос  | Национальный фронт | 30,02     |

|        | Кандидат           | Партия                    | % голосов |
| ------ | ------------------ | ------------------------- | --------- |
|        | Жан-Люк Решер      | Разные левые              | 51,80     |
|        | Соня Лардан Риштон | Национальный фронт        | 20,61     |
|        | Эммануэль Лонг     | Союз за народное движение | 17,39     |
| Прочие | Прочие             | Прочие                    | менее 6 % |